# Caso delativo
O caso delativo é um caso que indica mudança de uma superfície. Um exemplo da manifestação desse caso ocorre na língua húngara: 
- Budapestről jövök. = Eu estou vindo de Budapeste.

Outra língua que possui o caso delativo, é a língua finlandesa, indicando a origem do movimento, se manifestando como um caso adverbial:
- sieltä = de lá.